# Anna Fiodorówna
Anna Fiodorówna, także Anna Holszańska (ur. lata 90 XIV w., zm. 25 maja 1458 w Czersku) – księżna mazowiecka.

## Życiorys
Była córką Fiodora Olgierdowica. Dawniejsza literatura uważała ją za córkę Iwana Holszańskiego.
Najprawdopodobniej w 1412 wyszła za mąż za księcia mazowieckiego Bolesława Januszowica. Syn Bolesław IV warszawski dwoma zapisami w 1431 i 1436 zabezpieczył jej na wypadek swej śmierci posiadanie ziemi warszawskiej tytułem dożywocia. 
Była fundatorką szpitala Św. Ducha przy kościele eremitów w Warszawie, który to szpital uposażyła własnymi nadaniami. Przeczy temu Julian Bartoszewicz (pisownia oryginalna z pominięciem akcentów é)::

... Chciała żeby księża augustyjanie, którzy tyle dóbr posiadali, swoim kosztem wystawili szpital dla chorych, dowodziła albowiem, że dobra te przydzielone były do kaplicy ś-go Ducha i że na ten cel jedynie ofiarowane, przyobiecując uroczyście, że i majątek i zarząd szpitala pozostanie na zawsze przy zakonie. … Kiedy stanął szpital, księżna zawarła komplanacyją z augustyjanami, w której zapowiedziała im zarząd jego, … obiecywała dalej, że za życia do utrzymania szpitala dokładać się będzie, jakoż miała dawać co rok 60 kop żyta i po 40 dukatów...

I pomimo że ugodę tę spisaną w 1442 r, zatwierdził w 1444 papież Eugeniusz IV a wykonanie jej polecił nuncjuszowi Jędrzejowi Pallatio, księżna Anna ugody nie dotrzymała, na kościół i szpital nie łożyła, a w testamencie (1458) władzę nad szpitalem oddała lazarystom. Uposażyła kilka kaplic w warszawskiej kolegiacie św. Jana. W 1433 oddała na własność mansjonarzom nieruchomość, na której przed 1478 wzniesiono murowaną kamienicę nazwaną Mansjonarią, a także uczyniła zapis na ich utrzymanie. Ufundowała klasztor bernardynów z kościołem św. Anny, sprowadzając pierwszych zakonników z Krakowa w 1454.